# Eddie Rickenbacker
Edward Vernon Rickenbacker (Columbus (Ohio), 8 de Outubro de 1890 — Zurique, 27 de Julho de 1973) foi um ás da aviação americano durante a Primeira Guerra Mundial, recebendo a Medalha de Honra. Era igualmente um condutor de carros de corrida, um designer de automóveis, um consultor militar do governo e um pioneiro no transporte aéreo.

## Carreira nas 500 Milhas de Indianápolis
Em 1910, Rickenbacker correu com os automóveis de seu empregador, competindo em corridas em pistas de terra para promover a velocidade e capacidade de resposta do produto. Mais tarde, ele trabalhou para Fred Duesenberg e dirigiu seu automóvel nas 500 Milhas de Indianápolis. 
Ele ficou famoso como o primeiro homem a caminhar uma milha em um minuto, ele foi apelidado de "Fast Eddie" "Eddie rápido". Rickenbacker correu as 500 milhas de Indianápolis, em 1912, 1914, 1915 e 1916. A única vez que sua corrida foi concluída foi em 1914, chegando na décima posição. Nas outras três corridas, não terminou devido a falhas mecânicas. Notavelmente, na corrida de 1916, decolou na primeira fila em segundo lugar.
| Ano   | Número do automóvel | Posição de largada | Velocidade da classificação           | Fila  | Chegada | Voltas completadas | Voltas lideradas | Status             |
| ----- | ------------------- | ------------------ | ------------------------------------- | ----- | ------- | ------------------ | ---------------- | ------------------ |
| 1912  | 16                  | 13                 | 77,300 milhas por hora (124,402 km/h) | 22    | 21      | 43                 | 0                | Válvula de entrada |
| 1914  | 42                  | 23                 | 88,140 milhas por hora (141,848 km/h) | 19    | 10      | 200                | 0                | Corrida            |
| 1915  | 23                  | 20                 | 81,970 milhas por hora (131,918 km/h) | 20    | 19      | 103                | 0                | Eixo               |
| 1916  | 5                   | 2                  | 96,440 milhas por hora (155,205 km/h) | 2     | 20      | 9                  | 9                | Transmissão        |
| Total | Total               | Total              | Total                                 | Total | Total   | 355                | 9                |                    |

## Honrarias
No âmbito do automobilismo, Rickenbacker foi introduzido em vários Hall da fama do esporte como:
- Introduzido no International Motorsports Hall of Fame em 1992,
- Introduzido no National Sprint Car Hall of Fame & Museum em 1992
- Introduzido no Motorsports Hall of Fame of America em 1994.